# Tee Set

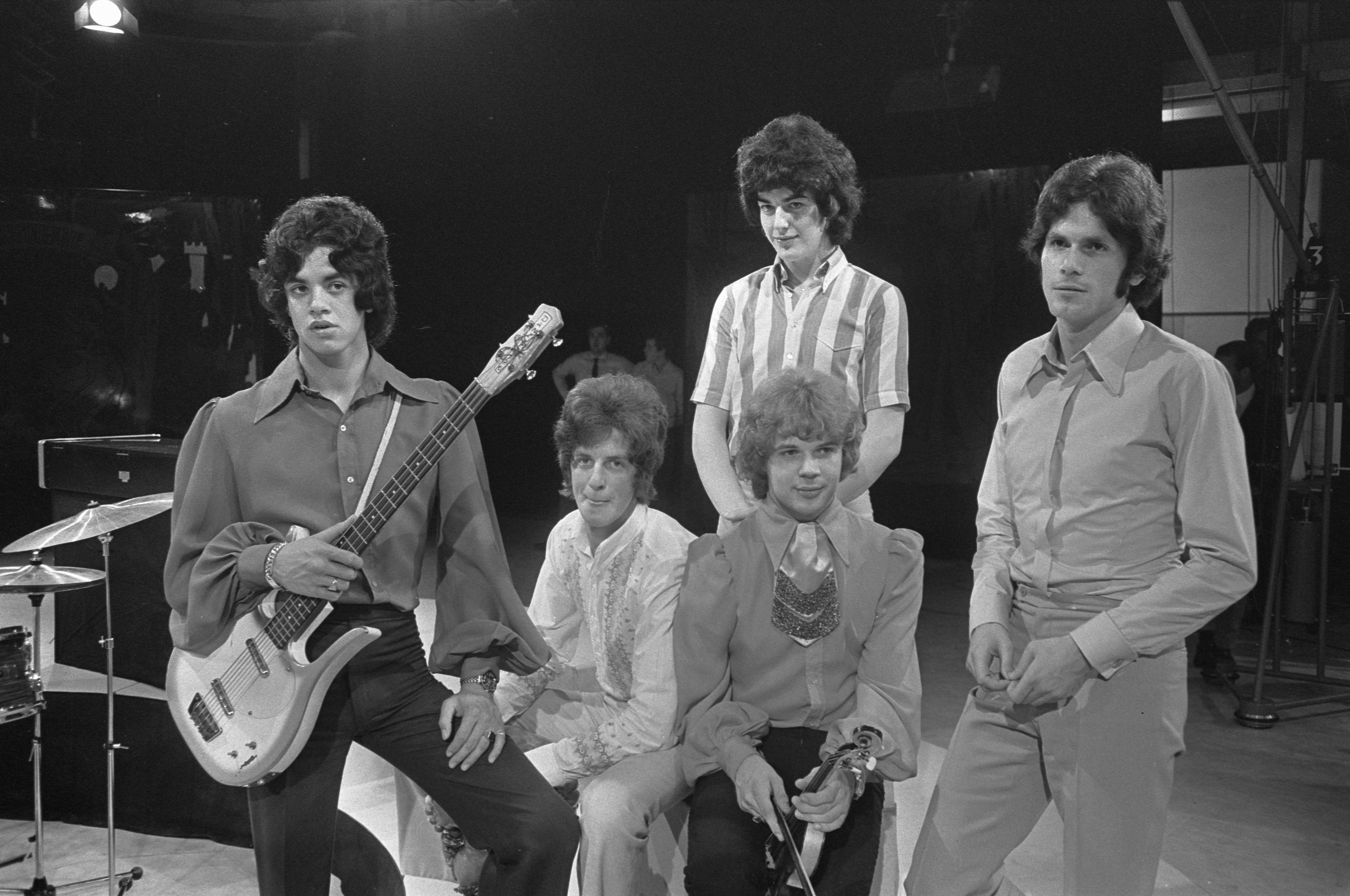
Tee Set im Jahr 1968

Tee Set war eine niederländische Beatmusikgruppe der Nederbiet-Richtung aus Delft, die in den 1960er Jahren mit Rhythm-and-Blues-Musik und seit Beginn der 1970er Jahre mit Popmusik hervortrat. Der bekannteste Hit von Tee Set ist der Welterfolg Ma Belle Amie von 1969.

## Entwicklung
Die Gruppe wurde 1965 von dem Sänger Peter Tetteroo, den beiden Gitarristen und Bassisten Gerard Romeyn und Polle Eduard und dem Schlagzeuger Carry Janssen gegründet. Diese Besetzung ist auf der Hülle der ersten Single Early In The Morning abgebildet. Danach trat Robbie Plazier der Gruppe als Organist bei. Mit Unterstützung des Songwriters Hans van Eijck, der vier Stücke beisteuerte, wurde das Album Emotion aufgenommen. Nach Erscheinen dieses Albums wurde Plazier als festes Gruppenmitglied durch van Eijck abgelöst. Gerard Romeyn verließ die Gruppe Anfang 1967 und trat The Motions bei als Nachfolger von Robbie van Leeuwen. Romeyn wurde bei Tee Set durch den englischen Gitarristen Ray Fenwick abgelöst.
Eine Uneinigkeit zwischen Tetteroo und Manager Theo Cuppens einerseits und den anderen Bandmitgliedern andererseits führte zu Spannungen in der Gruppe. Dabei spielte das Einkommen eine Rolle, das Cuppens mit dem Hit Don’t You Leave erzielt hatte, einer alten Bluesnummer, für die der Manager seinen eigenen Namen als Autor angegeben hatte. Fenwick, Van Eijck und Eduard traten aus und formierten eine neue Gruppe After Tea. Carry Jansen gehörte dieser Gruppe bereits an, so dass auf der Photohülle von Now’s The Time ein Quartett abgebildet ist. Um Tee Set fortzuführen, engagierte Tetteroo drei neue Musiker aus der Amsterdamer Gruppe James Mean: den Bassisten Franklin Madjid, den Schlagzeuger Joop Blom und den Gitarristen Ferdi Karmelk. Mit Jan-Pieter Boekhoorn als neuem Keyboarder wurde Tee Set zu einem Quintett. Damit stand das Ende von James Mean fest, denn deren Sänger Michel van Dijk wurde von der Gruppe Les Baroques angestellt. Von Tee Set wurde ein eigenes Schallplattenlabel Tee-Set Records gegründet, um die Rechte in den eigenen Händen behalten zu können. Nach einiger Zeit wurde Boekhoorn durch Peter Seilberger ersetzt.
Die Rückkehr von Hans van Eijck im Jahre 1969 leitete eine Phase ein, in der Tee Set langsam in eine Popmusikgruppe verwandelt wurde, die leichter ins Ohr gehende Lieder spielte. Im Bereich der Mitglieder gab es weiterhin Wechsel: Dihl Bennink wurde neuer Gitarrist und Herman van Boeyen ist für einige Zeit Schlagzeuger als Nachfolger von Blom.
Der größte Hit in der Geschichte der Band wurde 1969 mit Ma Belle Amie herausgebracht. Die Single stieg im Frühling 1970 auf den fünften Platz der Hitliste in den Vereinigten Staaten. Bennink wurde durch Ferry Lever abgelöst, der auch von After Tea kam. Auf der folgenden Langspielplatte The Morning Of My Days befindet sich das einzige Stück, welches Platz eins der Hitparade erreichte: She Likes Weeds. Mit dabei war nun Max Spangenberg, der neue Schlagzeuger. Das Stück wurde zunächst in den Vereinigten Staaten verboten, weil es sich auf den Gebrauch von Drogen zu beziehen schien. Der Titel stammt allerdings aus dem Spielfilm The Ipcress File aus dem Jahr 1965.
Zwischen 1970 und 1975 hatte Tee Set eine feste Besetzung. Im Jahre 1975 wurde Lever als Gitarrist wieder durch Polle Eduard abgelöst, aber die Band lieferte keine neuen Hits mehr. Erst 1979 gab es nochmals einen Hit mit dem Stück Linda Linda, aber danach wurde es vier Jahre still um die Gruppe und die Mitglieder gingen ihre eigenen Wege.
Seit 1983 tritt Tee Set wieder für einige Jahre auf, mit Frontmann Peter Tetteroo und einer wechselnden Besetzung. Es gibt keine neuen Hits, aber die Gruppe spielt in dieser Zeit regelmäßig auf Festivals. Tetteroo verstarb am 9. September 2002 im Alter von 55 Jahren.

## Besetzung

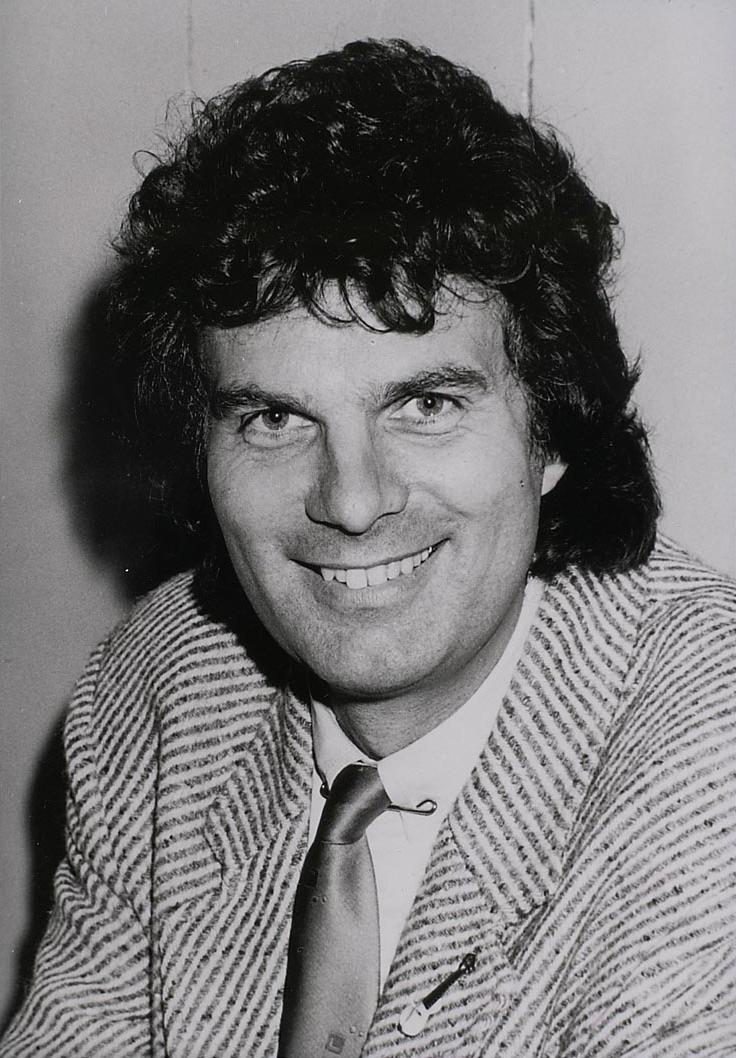
Hans van Eijck

- Peter Tetteroo – Gesang (1965–2002)
- Polle Eduard – Bass, Gitarre (1965–1967)
- Gerard Romeyn – Gitarre, Bas (1965–1967)
- Carry Janssen – Schlagzeug (1965–1967)
- Robbie Plazier – Orgel (1966)
- Hans van Eijck – Komponist, Tasteninstrumente (1966–1967 und 1969–1975)
- Ray Fenwick – Gitarre (1967)
- Ferdi Karmelk – Gitarre
- Dihl Bennink – Gitarre, Banjo, Mundharmonika, Gesang (1967–1970)
- Franklin Madjid – Bassgitarre, Gesang
- Joop Blom – Schlagzeug (1967–1970)
- Jan-Pieter Boekhoorn – Orgel (1967–1968)
- Peter Seilberger – Orgel (1968–1969)
- Ferry Lever – Gitarre (1971–1975)

## Diskografie

### Alben
| Jahr | Titel                               | Höchstplatzierung, Gesamtwochen, AuszeichnungChartplatzierungen (Jahr, Titel, Platzierungen, Wochen, Auszeichnungen, Anmerkungen) | Höchstplatzierung, Gesamtwochen, AuszeichnungChartplatzierungen (Jahr, Titel, Platzierungen, Wochen, Auszeichnungen, Anmerkungen) | Anmerkungen                                  |
| Jahr | Titel                               | US | NL | Anmerkungen                                  |
| ---- | ----------------------------------- | --- | --- | -------------------------------------------- |
| 1966 | Emotion                             | — | NL8 (2 Wo.)NL | Charteinstieg in NL erst 2013 Delta – DL 512 |
| 1970 | Ma Belle Amie                       | US158 (6 Wo.)US | — | Colossus – CS 1001                           |
| 2011 | She Likes Weeds – Collected         | — | NL12 (1 Wo.)NL | Charteinstieg in NL erst 2014                |
| 2013 | Ma Belle Amie                       | — | NL23 (1 Wo.)NL |                                              |
| 2014 | Mythology                           | — | NL40 (1 Wo.)NL |                                              |
| 2015 | The Golden Years Of Dutch Pop Music | — | NL58 (3 Wo.)NL |                                              |

grau schraffiert: keine Chartdaten aus diesem Jahr verfügbar
Weitere Alben
- 1967 - Tee Set Songbook (Teenbeat - APLP 103)
- 1968 - Join The Tea-Set (Tee Set - TELP 023 S)
- 1969 - Tee Set Forever (Tee Set - HJT 149 S)
- 1970 - Ma Belle Amie (10 Tracks) (Tee Set - DL 547)
- 1970 - Ma Belle Amie (12 Tracks) (Tee Set - DL 550)
- 1970 - In The Morning Of My Days (Negram - NQ 20 002)
- 1971 - T-Five T-Set (Negram - ELS 921)
- 1972 - Non Perishable (Negram - NQ 20 079)
- 1973 - Tee Set Toppers (Negram - ELS 973)
- 1975 - Do It Baby (Negram - NR 118)
- 1976 - 14 Gouwe Ouwe (Negram - NAF 323)
- 1979 - Golden Greats Of The Tee Set (Negram - 5N 028 26151)
- 1988 - Hot Nights (Corduroy - CCD 2411)
- 1988 - The Hit Collection (EMI - 790 855 2)
- 1992 - Timeless (Quality - Q CD 92117)
- 1993 - The Tee Set Golden Classics (Colossus - CD 0548)
- 1994 - The Best Of (Red Bullet - RB 66 83)
- 1994 - Emotion (+12) (RPM - RPM 134)
- 1997 - Tee Set 24 Carat (Angel Air - SJPCD 014)

### EPs
- 1972 - Long Ago / She Likes Weeds + Ma Belle Amie (Negram - NG 291)

### Singles
| Jahr | Titel Album                                          | Höchstplatzierung, Gesamtwochen, AuszeichnungChartplatzierungen (Jahr, Titel, Album, Platzierungen, Wochen, Auszeichnungen, Anmerkungen) | Höchstplatzierung, Gesamtwochen, AuszeichnungChartplatzierungen (Jahr, Titel, Album, Platzierungen, Wochen, Auszeichnungen, Anmerkungen) | Höchstplatzierung, Gesamtwochen, AuszeichnungChartplatzierungen (Jahr, Titel, Album, Platzierungen, Wochen, Auszeichnungen, Anmerkungen) | Höchstplatzierung, Gesamtwochen, AuszeichnungChartplatzierungen (Jahr, Titel, Album, Platzierungen, Wochen, Auszeichnungen, Anmerkungen) | Anmerkungen                                                       |
| Jahr | Titel Album                                          | DE | CH | US | NL | Anmerkungen                                                       |
| ---- | ---------------------------------------------------- | --- | --- | --- | --- | ----------------------------------------------------------------- |
| 1966 | Early In The Morning                                 | — | — | — | NL27 (10 Wo.)NL | B-Seite: Nothing Can Ever Change This Love Delta - DS 1194        |
| 1966 | Believe What I Say                                   | — | — | — | NL31 (3 Wo.)NL | B-Seite: Don’t Mess With Cupid Delta - DS 1204                    |
| 1967 | Don’t You Leave Emotion                              | — | — | — | NL9 (11 Wo.)NL | B-Seite: Just Another Hour Delta - DS 1218                        |
| 1967 | Please Call Me                                       | — | — | — | NL22 (9 Wo.)NL | B-Seite: So I Came Back To You Delta - DS 1233                    |
| 1967 | Now’s The Time Forever                               | — | — | — | NL13 (7 Wo.)NL | B-Seite: Bring A Little Sunshine Tee Set - TS 1252                |
| 1967 | What Can I Do Forever                                | — | — | — | NL31 (4 Wo.)NL | B-Seite: Colours Of The Rainbow Tee Set - TS 1259                 |
| 1968 | Tea Is Famous Join The Tea Set                       | — | — | — | NL12 (9 Wo.)NL | B-Seite: Since I Lost Your Love Tee Set - TS 1266                 |
| 1968 | This Rose In My Hand Forever                         | — | — | — | NL16 (7 Wo.)NL | B-Seite: Sittin’ On The Highest Mountain Tee Set - TS 1289        |
| 1969 | Mr. Music Man Ma Belle Amie                          | — | — | — | NL39 (1 Wo.)NL | B-Seite: Good Old John Tee Set - TS 1310                          |
| 1969 | Ma Belle Amie                                        | DE8 (20 Wo.)DE | CH2 (14 Wo.)CH | US5 (12 Wo.)US | NL6 (12 Wo.)NL | B-Seite: The Angel’s Coming (In The Holy Night) Tee Set - TS 1329 |
| 1970 | Finally In Love Again                                | — | — | — | NL26 (3 Wo.)NL | B-Seite: Charmaine Tee Set - TS 1370                              |
| 1970 | If You Do Believe In Love In The Morning Of My Days  | — | — | US81 (4 Wo.)US | NL22 (6 Wo.)NL | B-Seite: Here In My House Tee Set - TS 1369                       |
| 1970 | She Likes Weeds In The Morning Of My Days            | — | — | — | NL1 (17 Wo.)NL | B-Seite: A Country Ride Negram - NG 201                           |
| 1971 | In Your Eyes (I Can See The Lights)                  | — | — | — | NL9 (6 Wo.)NL | B-Seite: You Keep Me Rockin’ (Honey) Negram - NG 235              |
| 1971 | Little Lady                                          | — | — | — | NL19 (6 Wo.)NL | B-Seite: I Believe In You Negram - NG 240                         |
| 1971 | A Sunny Day In Greece                                | — | — | — | NL20 (7 Wo.)NL | B-Seite: So Long My Love Negram - NG 261                          |
| 1972 | Shotguns                                             | — | — | — | NL16 (6 Wo.)NL | B-Seite: Horizon Negram - NG 279                                  |
| 1972 | Mary, Mary (Take Me ’cross The Water) Non-Perishable | — | — | — | NL20 (7 Wo.)NL | B-Seite: In The Morning Of My Days Negram - NG 290                |
| 1974 | The Bandstand                                        | — | — | — | NL16 (5 Wo.)NL | B-Seite: Angely Negram - NG 446                                   |
| 1975 | Do It Baby                                           | — | — | — | NL13 (5 Wo.)NL | B-Seite: Fill The World With Joy Negram - NG 2040                 |
| 1979 | Linda Linda                                          | — | — | — | NL20 (8 Wo.)NL | B-Seite: Get It Now Mercury - 6013 525                            |

grau schraffiert: keine Chartdaten aus diesem Jahr verfügbar
Weitere Singles
- 1967 - Don’t You Leave / Long Ago (Delta - DS 1224)
- 1968 - Life’s But Nothing / Join The Tea-Set (Tee Set - TS 1275)
- 1969 - Mi Belle Amigo / No Quiero Saber (Hispavox - H 562)
- 1970 - If You Do Believe In Love / Charmaine (Colossus - C 114)
- 1970 - Mr. Music Man / She Likes Weeds (Hansa - 14 734 AT)
- 1973 - There Goes Johnny (With My Lady) / But I Love It (Negram - NG 314)
- 1973 - You Bringing Me Down / Out Of My Mind (Negram - NG 375)
- 1976 - Baby Let Your Hair Grow Long / Much Too Soon (Negram - NG 2081)
- 1977 - I’ll Be Lost Without Your Lovin’ / Wait (Negram = NG 2238)
- 1978 - Ma Belle Amie / She Likes Weeds (Negram - 5C 006 25933)
- 1980 - T.V. Boy / Oliver’s Organ (Mercury - 6013 555)
- 1983 - A Tribute To The Spencer Davis Group / B-Side Boogie (Mercury - 812 087 7)
- 1983 - Rollerskater / Rolling Wheels (Mercury - 812 958 7)
- 1988 - Hot Nights / Sweet Mary Lou (Corduroy - CS 691)